# Vriesea bracteosa
Vriesea bracteosa är en gräsväxtart som först beskrevs av Carl Christian Mez och Karl Carl Wercklé, och fick sitt nu gällande namn av Lyman Bradford Smith och Colin Stephenson Pittendrigh. Vriesea bracteosa ingår i släktet Vriesea och familjen Bromeliaceae. Inga underarter finns listade i Catalogue of Life.